# Zeche Vereinigte Charlotte
Die Zeche Vereinigte Charlotte war ein Steinkohlen-Bergwerk in Altendorf (Ruhr), dem heutigen Essener Stadtteil Burgaltendorf.

## Geschichte
Die Zeche Charlotte existierte als Stollenbetrieb in Altendorf (Ruhr) seit dem 18. Jahrhundert. 1785 entstand am Berghang von Altendorf hinunter zur Ruhr (heutiger Charlottenberg) ein neuer Lösungsstollen Charlotte, der 1790 mit einem Zechenhaus ausgestattet wurde. Ebenfalls zur Wasserlösung wurde hier erstmals auf Anordnung des preußischen Bergregals eine Dampfmaschine zur Wasserabförderung errichtet.
1800 kauften nun die Betreiber des Stollens Charlotte mehrere umliegende Berechtsame auf, um die bergrechtliche Gewerkschaft Vereinigte Charlotte zu gründen. Es wurden mehrere zusätzliche Stollen auf verschiedenen Ebenen des Berghangs vorgetrieben.
Nach Feldertausch mit der westlich angrenzenden Zeche Heinrich in Überruhr wurde ab 1832 mit dem Tiefbau begonnen. Mehrere senkrecht abwärts führende Schächte wurden geteuft, darunter auch der spätere Schacht Charlotte IV kurz vor dem Stollenmundloch Charlotte. Aufgabe der Schächte war die lotrechte Verbindung zwischen den auf verschiedenen Ebenen arbeitenden Stollenbetrieben. Ebenso sollten die unterhalb der Stollensohlen liegenden Kohlenvorräte erschlossen werden. Schacht Charlotte IV wurde mit einer Haspelvorrichtung versehen.
Eine von Pferden angetriebene Eisenbahn verband ab 1840 Zeche Charlotte mit der Zeche Mönkhoffsbank und den daran anschließenden Holteyer Hafen. Außerdem wurde eine Trasse zu einer Kohlenniederlage direkt an der Ruhr angelegt.
Ab 1851 wurden Schacht und Stollen Charlotte von der Zeche Heinrich mitbenutzt, um das Ostfeld von Heinrich auszubeuten. Ab 1868 wurde das Ostfeld Heinrich von Ver. Charlotte komplett in Pacht übernommen. Die Förderung erreichte fast 100.000 Tonnen Anthrazitkohle jährlich.
1874 folgte durch die Bergisch-Märkische Eisenbahn-Gesellschaft die Anbindung der Zeche Vereinigte Charlotte an die Mittlere Ruhrtalbahn zwecks Kohlentransport. Die Bahnstrecke führte von Kupferdreh nach Überruhr, vorbei an der Zeche zum Bahnhof Altendorf (Ruhr), und weiter über die Eisenbahnbrücke Dahlhausen bis nach Dahlhausen.

## Stilllegung und Folgenutzung
Bedingt durch die Hochwassergefährdung durch die Ruhr ergaben sich immer wieder Betriebsunterbrechungen durch Wassereinbrüche. Auf Dauer konnte die Gewerkschaft Charlotte die hierdurch entstehenden Einbußen in der Bilanz nicht verkraften.
Daher wurde der Förderbetrieb 1910 zunächst eingestellt. Das angepachtete Feld Heinrich wurde an die Zeche Heinrich zurückgegeben. Das Grubenfeld Ver. Charlotte wurde an die Gewerkschaft Johann Deimelsberg verkauft. Diese verpachtete das Grubenfeld ab 1915 an die Charlotte Bergbaugesellschaft mbH, die im Grubenfeld auf Stollenebene in kleinerem Rahmen den Kohlenabbau fortsetzte.
Nach Übernahme der Zeche Johann Deimelsberg durch die Adler Bergbau-AG 1922 wurde langfristig beabsichtigt, die Zeche Ver. Charlotte zusammen mit der ebenfalls erworbenen Zeche Steingatt als Verbundanlage neu in Betrieb zu nehmen. Wegen der Insolvenz der Adler AG 1929 mussten diese Pläne zunächst zurückstehen.
Die Berechtsame der Adler AG wurden 1929 an die Gewerkschaft Heinrich veräußert. Diese nahm den Förderbetrieb auf Ver. Charlotte wieder auf. Durch Neuteufen eines Förderschachtes Theodor neben Schacht Charlotte IV begann ein umfangreicher Ausbau der Zeche. Sie wurde fortan als Zeche Theodor weiter betrieben.